# Carl Egnér
Carl Emil Egnér, född 1 mars 1868 i Nöbbele församling, Kronobergs län, död 1 april 1914, var en svensk ingenjör. 
Egnér avlade studentexamen i Lund 1887, elev vid Kungliga Tekniska högskolan samma år och avlade avgångsexamen 1890. Han blev extra ordinarie tjänsteman i Telegrafverket samma år, telegrafassistent i Stockholm 1893, var tillförordnad byråingenjör vid Telegrafstyrelsens linjebyrå 1896–1902, överingenjör där från 1903 och direktör över Telegrafverkets pensionsanstalter från 1906. Tillsammans med Gunnar Holmström var han 1906–1911 uppfinnare och konstruktör av en starkströmstelefon som väckte stor uppmärksamhet och som vann spridning i in- och utlandet. Egnér ligger begraven på Norra begravningsplatsen utanför Stockholm. Han var far till Hans Egnér.